# تشدید (قانون)
تشدید (انگلیسی: Aggravation)، از نظر حقوقی، هر شرایطی است که در ارتکاب جرم یا جنایت حضور داشته باشد که بر گناه یا عظمت آن بیفزاید یا بر عواقب زیانبار آن بیفزاید، اما فراتر از مؤلفه‌های اصلی آن جرم یا تخلف باشد. متضاد با عامل تخفیف‌دهنده (قانون) است.